# Francisco Javier Sánchez (futbolista)
Francisco Javier Sánchez González es un exfutbolista mexicano nacido el 30 de enero de 1973 en Guadalajara, se desempeñó como mediocampista y su último club profesional fue el Socio Águila Fútbol Club de la Primera División "A".

## Trayectoria
Un eterno defensa central suplente surgido de las fuerzas básicas del América y que también jugó con el desaparecido Inter de Tijuana de la Primera A. Su momento más brillante lo vivió en 1994 cuando reemplazó a Óscar Ruggeri en la zaga americanistas. Desde entonces solo ocupa lugares en la banca

### Clubes
| Club                    | País   | Año         | Partidos | Goles | Media |
| ----------------------- | ------ | ----------- | -------- | ----- | ----- |
| Cobras de Ciudad Juárez | México | 1989 - 1991 | 17       | 0     | 0     |
| C. América              | México | 1991 - 1992 | 3        | 0     | 0     |
| Inter de Tijuana        | México | 1992 - 1995 | 103      | 7     | ?     |
| C. América              | México | 1995 - 1997 | 11       | 0     | 0     |
| C.F. Tigres U.A.N.L     | México | 1997 - 2000 | 42       | 2     |       |
| Cobras de Ciudad Juárez | México | 2000 - 2001 | 8        | 0     | 0     |
| Tigrillos               | México | 2001 - 2005 |          |       |       |
| Tigrillos Coapa         | México | 2005        |          |       |       |
| Socio Águila F.C.       | México | 2006 - 2007 |          |       |       |

## Selección nacional

### Participaciones en Juegos Olímpicos
Participó en los Juegos Olímpicos de Atlanta 1996 en la lista de 18 jugadores.
| Torneo                   | Sede           | Resultado        |
| ------------------------ | -------------- | ---------------- |
| Juegos Olímpicos de 1996 | Estados Unidos | Cuartos de final |

### Participaciones en Copa de oro
| Copa          | Sede           | Resultado |
| ------------- | -------------- | --------- |
| Copa Oro 1996 | Estados Unidos | Campeón   |